# Козлянське (пам'ятка природи)
Козля́нське — ботанічна пам'ятка природи місцевого значення в Україні. Розташована в межах Чернігівського району Чернігівської області, на схід від села Левковичі. 
Площа 1,2 га. Статус присвоєно згідно з рішенням Чернігівського облвиконкому від 27.04.1964 року № 236; від 10.06.1972 року № 303; від 27.12.1984 року № 454; від 28.08.1989 року № 164. Перебуває у віданні ДП «Чернігівське лісове господарство» (Чернігівське л-во, кв. 90, вид. 4). 
Статус присвоєно для збереження частини лісового масиву з цінними насадженнями дуба.